# Chuck Evans
Charles Lee „Chuck” Evans (ur. 14 grudnia 1971 w Atlancie) – amerykański koszykarz występujący na pozycji rozgrywającego, posiadający także niemieckie obywatelstwo, po zakończeniu kariery zawodniczej – trener koszykarski.

## Osiągnięcia
Na podstawie, o ile nie zaznaczono inaczej.
NCAA
- Lider w asystach konferencji:
  - Sun Belt (6,9 – 1990)
  - Southeastern – SEC (7,8 – 1992, 8,1 – 1993)

Drużynowe
- Mistrz Rosji (1995)
- Wicemistrz:
  - USBL (1994, 1995)
  - Niemiec (2000)
- Brązowy medalista mistrzostw Polski (2002)[4]

Indywidualne
- Zaliczony do I składu IBA (1997)
- Lider:
  - w asystach: 
    - Euroligi (1995)
    - PLK (2003)[5]

  - skuteczności rzutów wolnych USBL (86,2% – 1996)